# Propensión marginal al consumo
La propensión marginal al consumo mide cuánto se incrementa el consumo de una persona cuando se incrementa su renta disponible (los ingresos de los que dispone después de pagar impuestos) en una unidad monetaria.

## Formulación matemática
La propensión marginal al consumo se define como el aumento del consumo con la renta disponible, matemáticamente puede expresarse como la siguiente derivada:

{\displaystyle {\mbox{PMC}}={\frac {dC}{dY_{D}}}}

que explica cuánto varía el consumo cuando varía el ingreso. En el análisis de consumo keynesiano, se formula la siguiente expresión de consumo:

{\displaystyle C=C_{0}+cY_{D}\,}

Que se considera aproximadamente válida para intervalos de variación de la renta en los que la PMC permanece aproximadamente constante:
{\displaystyle C\,} = Consumo
{\displaystyle C_{0}\,} = Consumo autónomo o fijo.
{\displaystyle c\,} = Propensión marginal a consumir
{\displaystyle Y_{D}\,} = Ingreso disponible {\displaystyle Y(1-t)}
{\displaystyle (1-c)=b\,} = Propensión marginal a ahorrar.

## Ejemplo
Ejemplificando, si la propensión marginal a consumir es 1, el individuo gasta completamente todo nuevo ingreso que le llega. Si fuese 0, entonces ahorraría todo nuevo ingreso. 
Si la propensión marginal es 1, el individuo o economía no acumularía ahorros. En caso de que fuese inferior a 1 y superior a cero, existe cierta propensión marginal a ahorrar, que es {\displaystyle (1-c)=b}, y en un ahorro efectivo acumulado por parte de las economías o del individuo. La propensión marginal al ahorro dependerá, visto desde punto de vista de factores endógenos al modelo, de la capacidad

## Variación de la PMC
{\displaystyle {\frac {dc}{dY_{D}}}={\frac {d^{2}C}{dY_{D}^{2}}}\leq 0}

## Otros conceptos
No debe confundirse este concepto con la propensión media al consumo (PMCm), que es el porcentaje que el individuo consume respecto a su ingreso. De hecho dada la convexidad de la función de consumo se cumplirá siempre que:

{\displaystyle {\mbox{PMC}}_{m}={\frac {C(Y_{D})}{Y_{D}}}\geq {\frac {dC(Y_{D})}{dY_{D}}}={\mbox{PMC}}\geq 0}